# Otto Zucker

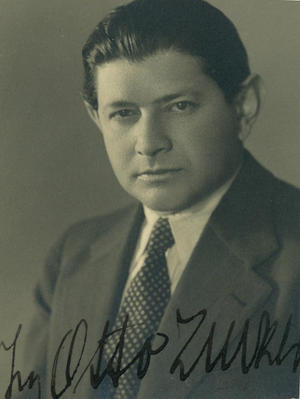
Ing. Otto Zucker

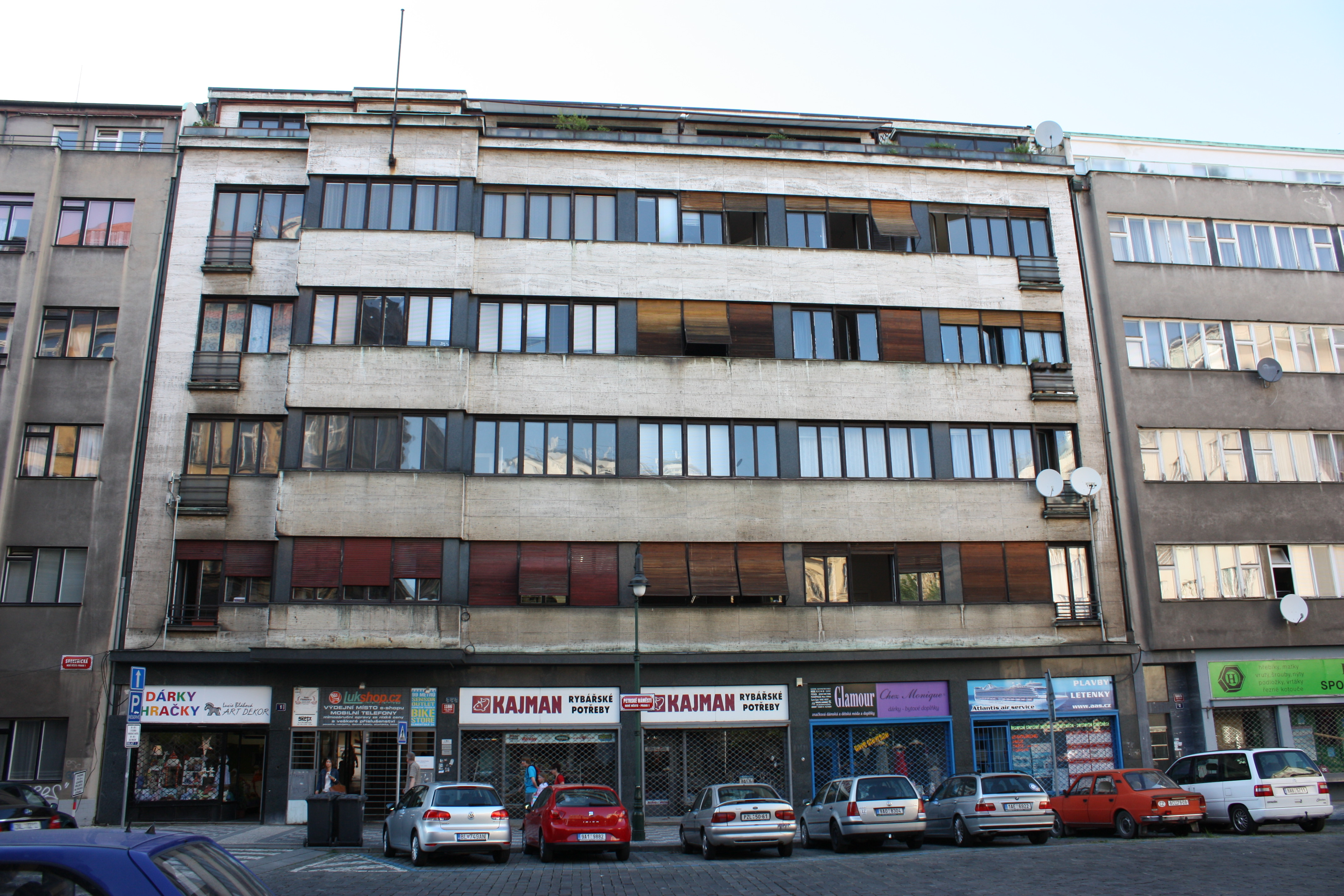
Wohn- und Geschäftshaus in Prag, Petrské nám.

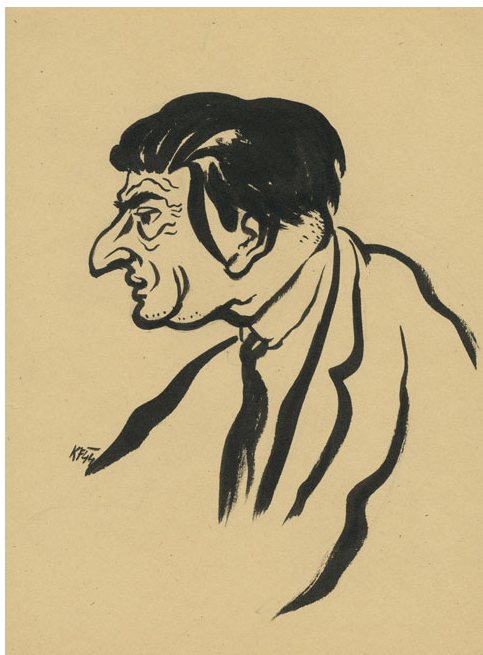
Karel Fleischmann: Otto Zucker im Ghetto Theresienstadt

Otto Zucker (* 3. Oktober 1892 in Prag, Österreich-Ungarn; † 29. September 1944 im KZ Auschwitz) war ein tschechischer Architekt, Ingenieur, Zionist, Politiker sowie zeitweise stellvertretender Judenältester im Ghetto Theresienstadt, der Opfer des Holocaust wurde.

## Leben
Zucker nahm als Angehöriger der Gemeinsamen Armee am Ersten Weltkrieg teil und wurde mehrfach ausgezeichnet. Von Beruf war er ein Architekt und Bauingenieur, der 1925/26 u. a. an der Errichtung des Ullsteinhauses mitwirkte. Er war Zionist und stellvertretender Vorsitzender der Jüdischen Partei in der Tschechoslowakei. Beim Palästinaamt in Prag stand er unter dessen Leiter Jakob Edelstein der Wirtschaftsabteilung vor. Zuvor Leiter der Jüdischen Kultusgemeinde Brünn wurde er im Sommer 1941 Abteilungsleiter der Jüdischen Kultusgemeinde Prag.
Am 4. Dezember 1941 trafen Edelstein und Zucker mit 21 weiteren Angehörigen eines Stabes im Ghetto Theresienstadt ein zur Vorbereitung der dortigen „Selbstverwaltung“. In Theresienstadt wurde er zunächst Stellvertreter des Judenältesten Edelstein und bekleidete nach einer zeitweisen Unterbrechung diese Funktion erneut. Neben anderen Funktionen hatte er zeitweise auch die Leitung des Zentralsekretariats und ab März 1943 der Freizeitabteilung inne. Zucker galt als vielseitig begabt und sehr intelligent.
Ende September 1944 wurde in Theresienstadt ein Transport von Insassen zum angeblichen Aufbau eines Arbeitslagers zusammengestellt, dessen Errichtung Zucker und der Leiter der Wirtschaftsabteilung Karl Schliesser leiten sollten. Den Insassen war unbekannt, dass der Zug den Zielort Auschwitz hatte. Zucker wurde im KZ Auschwitz-Birkenau umgehend nach Ankunft im KZ Auschwitz ermordet. Seine Ehefrau, die wenige Tage danach in einen Transport nach Auschwitz eingereiht wurde, wurde dort ebenfalls ermordet.

## Bauten
- 1935: Mietshaus in Prag-Holešovice, Františka Křížka 525/18
- 1938–1941: Wohn- und Geschäftshaus in Prag-Neustadt, Petrské náměstí 1186/1